# Carlos de Lannoy
Carlos de Lannoy, señor de Sanzeilles, Erquelines y Maingoval (Valenciennes, 1487-Gaeta; 23 de septiembre de 1527), noble borgoñón nombrado virrey de Nápoles de 1522 a 1527.

## Biografía
Carlos de Lannoy fue el hijo más pequeño de Jean de Lannoy, señor de Maingoval y su esposa, Philipotte de Lalaing. De joven entró al servicio del emperador Maximiliano I donde destacó por su valor y dotes de mando.
Miembro del consejo privado y caballerizo mayor del joven duque Carlos de Borgoña en 1515, caballero del Toisón de Oro en 1516, había casado en 1510 con Françoise de Montbel. Antes de su nombramiento como virrey, Lannoy había empezado a interesarse por el reino de Nápoles dentro de la tendencia a la acumulación de títulos honoríficos y económicos en España e Italia emprendida por la alta nobleza borgoñona que formaba el núcleo de la corte al inicio del reinado de Carlos V. En 1519, el nuevo emperador prometió a su antiguo cortesano, que ya detentaba los importantes oficios de Gran Caballerizo y consejero, uno de los Siete Oficios del Reino de Nápoles que pudiera vacar, y volvió a confirmar la merced en abril de 1521, aunque otros compromisos contraídos con nobles locales como los Colonna y los Ávalos le impedían realizar entonces la promesa. Tan tempranas expectativas de ascenso en el reino napolitano por parte de Lannoy se vieron superadas al ser nombrado virrey en mayo de 1522, tras la muerte de Ramón Folc de Cardona-Anglesola, que había mantenido la política de Fernando el Católico de respeto a la autonomía local y entendimiento con la nobleza, para dar paso a una nueva orientación tendente a insertar el país en los intereses globales de la monarquía.
La coyuntura bélica de las primeras guerras con Francisco I de Francia impidió a Lannoy imprimir un giro al gobierno, que sería postergado hasta los años de Pedro de Toledo. Llamado al campo de batalla al frente de los efectivos hispano-napolitanos, Lannoy permaneció la mayor parte de su virreinato fuera del país, gestionado por diversos lugartenientes, aunque sin perder por ello de visto sus objetivos de engrandecimiento patrimonial, favorecidos por sus servicios militares. Cuando su participación en la batalla de Pavía le procuró el momento de máximo prestigio de su carrera, obtuvo como principal recompensa del emperador, en febrero de 1526, la donación perpetua y hereditaria de la ciudad de Sulmona, con título de principado, junto a la ciudad de Ortona ad marem y el lucrativo oficio de la dohanella mene pecudum de Abruzzo, lo que le permitió asentar a su linaje entre la alta nobleza del reino. Asimismo le hizo su  Mayordomo mayor. A la muerte de Lannoy en 1527 su familia permaneció en Nápoles, incrementando sus sucesivas compras y mercedes regias el patrimonio que había comenzado a acumular el virrey.
Gabriel Velázquez de Castillo le dedicó a Lannoy su libro de caballerías Don Clarián de Landanís, publicado en 1518.
| Predecesor: Ramón Folc de Cardona-Anglesola | Virrey de Nápoles 1522-1527 | Sucesor: Hugo de Moncada |

- Datos: Q695489
- Multimedia: Charles de Lannoy / Q695489